# Амберг, Лео
Лео Амберг (нем. Leo Amberg; род. 23 марта 1919 года в Бальвиле, Швейцария — ум. 8 марта 1986 года в Оберрите, Швейцария) — швейцарский профессиональный шоссейный велогонщик, выступавший с 1934 по 1947 год. Бронзовый призёр чемпионата мира 1938 года. Двукратный чемпион Швейцарии.

## Достижения
1935
2-й Тур Швейцарии
2-й Чемпионат Цюриха
2-й Гран-при Канн
5-й Чемпионат мира
1936
3-й Тур Швейцарии
8-й Тур де Франс
1937
1-й  Чемпионат Швейцарии
1-й Чемпионат Цюриха
2-й Тур Швейцарии
1-й — Этапы 1, 2 & 6
3-й Тур де Франс
1-й — Этапы 5c & 19b
1938
1-й  Чемпионат Швейцарии
1-й — Этап 20 Джиро д’Италия
3-й  Чемпионат мира
5-й Тур Швейцарии
1939
1-й — Этап 16 Тур Германии
2-й Тур дю Лак Леман
10-й Тур Швейцарии
1942
3-й Чемпионат Швейцарии
1946
3-й Гран-при Ле-Локля
1947
1-й — Этап 1 (КГ) Тур Романдии

## Статистика выступлений

### Гранд-туры
| Гранд-тур       | 1935 | 1936 | 1937 | 1947 |
| --------------- | ---- | ---- | ---- | ---- |
| Джиро д’Италия  | —    | —    | 13   | —    |
| Тур де Франс    | 24   | 8    | 3    | НФ   |
| Вуэльта Испании | 12   | —    | —    | —    |

| —  | Не участвовал  |
| НФ | Не финишировал |